# Fantaisie sur un thème de Thomas Tallis
 (février 2024).
Si vous disposez d'ouvrages ou d'articles de référence ou si vous connaissez des sites web de qualité traitant du thème abordé ici, merci de compléter l'article en donnant les références utiles à sa vérifiabilité et en les liant à la section « Notes et références ».

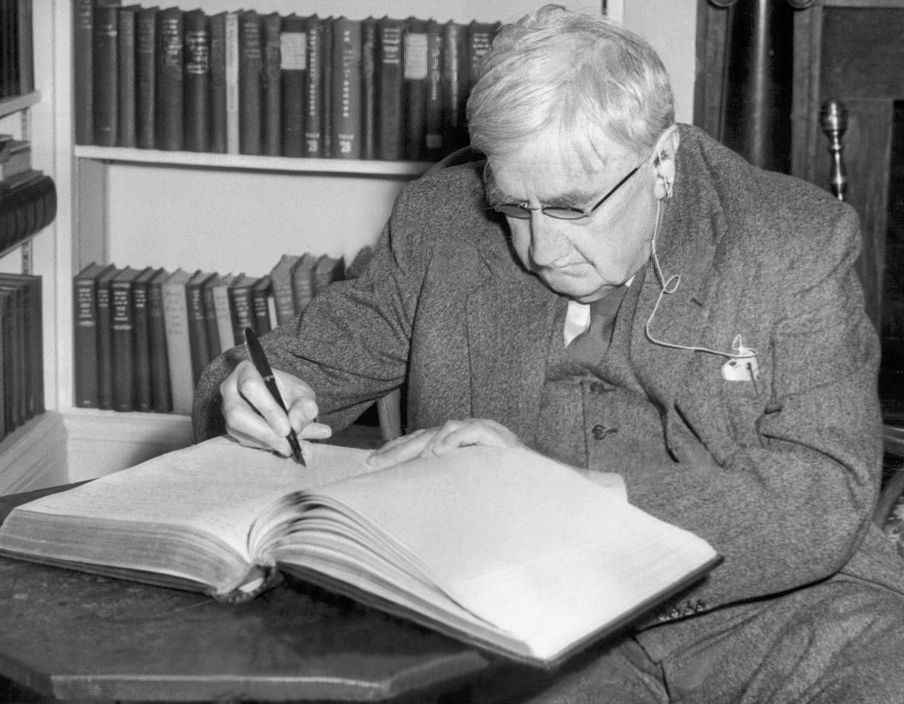
Ralph Vaughan Williams en 1954

La Fantaisie sur un thème de Thomas Tallis (Fantasia on a Theme by Thomas Tallis ou Tallis Fantasia) est une œuvre pour orchestre à cordes du compositeur britannique Ralph Vaughan Williams. Composée en 1910, elle est jouée pour la première fois en septembre de la même année à la cathédrale de Gloucester pour le Three Choirs Festival, sous la direction du compositeur. Il a révisé à deux reprises la partition, en 1913 et en 1919. L'exécution de l'œuvre réclame à peu près un quart d'heure.
L'œuvre tire son nom de l'auteur de la mélodie originale, Thomas Tallis (vers 1505-1585). Le thème original de Tallis est l'un des neuf qu'il a composés pour le Psautier de 1567 de l'archevêque Matthew Parker: La troisième pièce, "Why fum'th in fight ". Vaughan Williams s'inspirait souvent de la musique de la Renaissance anglaise. 
Il s'agit d'une fantaisie dans le style de l'ère élisabéthaine. Elle est écrite pour un orchestre à cordes étendu, composé de trois parties : un orchestre à cordes, un ensemble constitué d'un pupitre de chaque section, et un quatuor à cordes.

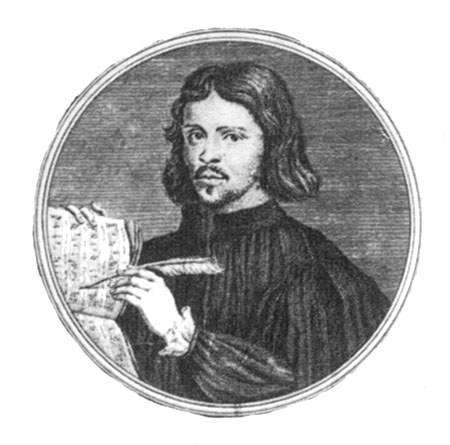
Thomas Tallis

Cette oeuvre a été utilisée dans la bande originale du film Master and Commander de Peter Weir (2003).

## Discographie
- Par l'Orchestre symphonique de la NBC drigé par Arturo Toscanini (BBC)
- Par l'orchestre symphonique de la BBC dirigé par Sir Adrian Boult (BBC)
- Par le Sinfonia of London dirigé par Sir John Barbirolli (EMI)
- Par l'Academy of St Martin-in-the-Fields dirigée par Neville Marriner (Philips et Decca)
- Par l'orchestre symphonique de la BBC dirigé par Andrew Davis (Teldec)